# Santa Fe (comuna)
Santa Fe fue una de las comunas que integró el antiguo departamento de La Laja, en la provincia de Biobío.
En 1907, de acuerdo al censo de ese año, la comuna tenía una población de 4996 habitantes. Su territorio fue organizado por decreto del 13 de septiembre de 1901.

## Historia
La comuna fue creada por decreto del 13 de septiembre de 1901, con el territorio de la subdelegaciones 12.° Cuel y 13.° Santa Fe, del departamento de La Laja.
La comuna de Santa Fe es suprimida por el decreto con fuerza de ley N.º 321 del 30 de mayo de 1931, anexándose su territorio a la comuna de Los Ángeles.